# Międzynarodowy Festiwal Szachowy im. PKWN
Międzynarodowy Festiwal Szachowy im. PKWN – turniej szachowy odbywający się w latach 1965–1989.

## Historia
Turniej powstał z inicjatywy Lubelskiego Związku Szachowego i miał na celu upamiętnienie PKWN. Co roku odbywał się w lipcu. W pierwszej edycji uczestniczyli wyłącznie polscy szachiści, a od 1966 roku brali udział także obcokrajowcy. W 1969 roku rozegrano pierwszy turniej kobiecy. Do 1977 roku zawody odbywały się w Lublinie, w 1978 roku – w Lublinie i Nałęczowie, a w latach 1979–1989 w Nałęczowie.

## Zwycięzcy
| Rok  | Mężczyźni                                 | Kobiety                                               |
| ---- | ----------------------------------------- | ----------------------------------------------------- |
| 1965 | Romuald Grąbczewski, Krzysztof Pytel      |                                                       |
| 1966 | Stefan Witkowski                          |                                                       |
| 1967 | Romuald Grąbczewski                       |                                                       |
| 1968 | László Kovács                             |                                                       |
| 1969 | Jerzy Lewi                                | Krystyna Radzikowska, Gertrude Baumstark              |
| 1970 | Włodzimierz Schmidt, Lutz Espig           |                                                       |
| 1971 | Vladas Mikėnas, Ljuben Spasow             |                                                       |
| 1972 | Jacek Bednarski                           |                                                       |
| 1973 | Jacek Bednarski, Artur Hennings           |                                                       |
| 1974 | Michaił Tal                               | Gertrude Baumstark                                    |
| 1975 | Władimir Kozłow                           |                                                       |
| 1976 | Aleksiej Suetin                           | Grażyna Szmacińska                                    |
| 1977 | Władimir Sawon, Aleksandr Panczenko       | Rita Kas, Annett Michel, Tatjana Zatułowska           |
| 1978 | Aleksandr Zacharow, Milorad Knežević      | Gertrude Baumstark, Marta Lityńska                    |
| 1979 | Lothar Vogt, Mark Cejtlin, Oleg Mojsiejew | Tünde Csonkics                                        |
| 1980 | Lew Psachis, Igor Połowodin               | Małgorzata Wiese                                      |
| 1981 | Andriej Łukin                             | Lia Bogdan                                            |
| 1982 | Zbigniew Szymczak                         | Bożena Sikora, Małgorzata Wiese                       |
| 1983 | Andriej Sokołow                           | Bożena Sikora                                         |
| 1984 | Wiktor Gawrikow                           | Irina Lewitina                                        |
| 1985 | Siergiej Smagin                           | Mirjana Petek                                         |
| 1986 | Aleksiej Wyżmanawin                       | Iris Bröder                                           |
| 1987 | Aleksandr Goldin                          | Eugenia Ghinda, Jana Hájková, Hanna Ereńska-Radzewska |
| 1988 | Aleksander Wojtkiewicz, Bogomił Andonow   | Tsiala Kasoszwili                                     |
| 1989 | Arkadij Rotstein, Giorgi Giorgadze        | Swietłana Prudnikowa                                  |